# Selma Ergeç
Selma Ergeç (Hamm, Njemačka, 1. studenoga 1978.) njemačko - turska glumica.

## Biografija
Selma je rođena u gradu Hammu, u Njemačkoj. Otac joj je doktor, a majka medicinska sestra. Tri je godine pohađala medicinsku školu, a zatim i diplomirala na sveučilištu u Hagenu.
Karijeru je započela kao model. Godine 1997. dobiva prvu ulogu u televizijskoj seriji Böyle mi Olacaktı?. Zatim su uslijedile uloge u televizijskim serijama Yarım Elma, Körfez atesi i Şöhret. Godine 2007. utjelovljuje Defne Kozcuoğlu u turskoj televizijskoj seriji Asi. Godine 2010. sudjeluje u filmu Ses, gdje tumači Deryu.
Govori engleskim, francuskim, njemačkim, talijanskim, latinskim i turskim jezikom. U slobodno se vrijeme bavi jahanjem, dizajniranjem odjeće i sviranjem violine.

## Filmografija
| Godina        | Naslov                 | Uloga            | Vrsta               |
| ------------- | ---------------------- | ---------------- | ------------------- |
| 2011. – 2013. | Sulejman veličanstveni | Hatice Sultan    | televizijska serija |
| 2010.         | Kalp Ağrısı            | Azize            | televizijska serija |
| 2010.         | Ses                    | Derya            | film                |
| 2007. – 2009. | Asi                    | Defne Kozdžuoglu | televizijska serija |
| 2007.         | Sis ve Gece            | Mine             | film                |
| 2007.         | Hırçın Kız             | Gül              | televizijska serija |
| 2006.         | Beş Vakit              | Učiteljica       | film                |
| 2005.         | Şöhret                 | Natalie          | televizijska serija |
| 2005.         | Körfez atesi           | -                | televizijska serija |
| 2002.         | Yarım Elma             | Ayça             | televizijska serija |
| 1997.         | Böyle mi Olacaktı?     | Merve            | televizijska serija |